# Diamond Dogs Tour
Il Diamond Dogs Tour fu la tournée nordamericana di David Bowie per promuovere l'album Diamond Dogs e garantì al musicista una grande popolarità negli Stati Uniti. Ebbe inizio nel giugno del 1974 e si concluse il successivo 1º dicembre. A partire dalle date di ottobre prese il nome The Soul Tour o The Philly Dogs Tour e nella nuova scaletta furono inclusi brani del successivo album Young Americans.
Il tour non fu replicato in Europa e vide frequenti cambi nella produzione, nella scenografia e tra i musicisti che accompagnarono Bowie. Dai concerti tenuti in luglio a Upper Darby, sobborgo di Filadelfia, furono estratti i brani dell'album David Live, pubblicato l'ottobre successivo.

## Organizzazione del tour

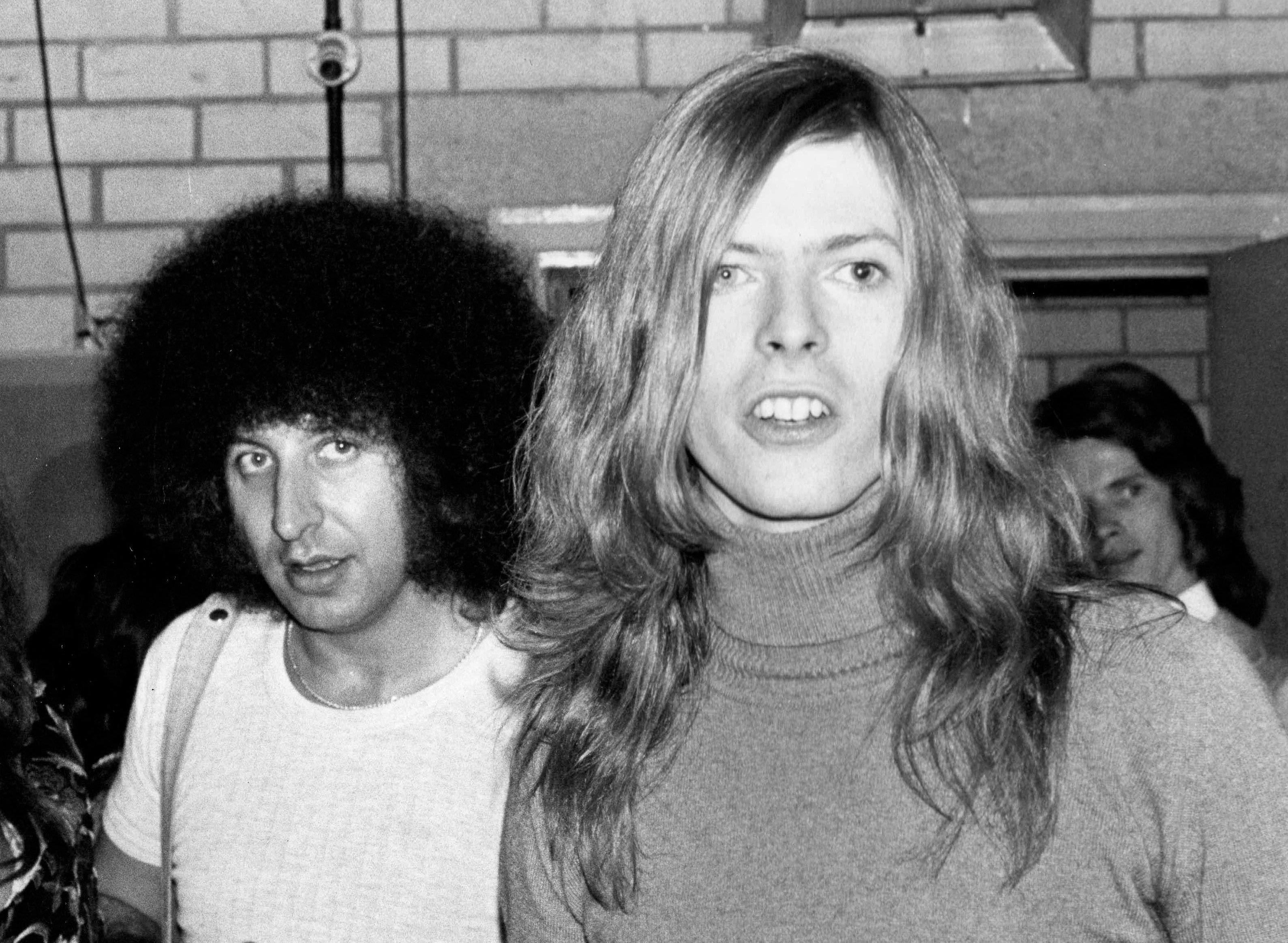
Defries con Bowie nei primi anni settanta

Furono necessari due mesi per preparare le imponenti scenografie, che costarono 275.000 dollari, una cifra altissima per quel tempo. Le sessioni musicali di prova durarono due settimane e Bowie registrò degli spot pubblicitari che furono trasmessi sulle radio e TV locali nei giorni che precedettero il concerto in ognuna delle tappe del tour.
Iniziato il 14 giugno 1974 a Montréal, fu pubblicizzato sui media da Tony DeFries, manager di Bowie, con il nome "The Year of the Diamond Dogs". Al pari dell'album, nella prima parte del tour fu suonata principalmente musica rock. Fu interrotto in agosto per consentire l'incisione di Young Americans, il nuovo album con cui Bowie si impegnava nella musica soul. Il tour riprese in settembre con alcuni nuovi musicisti nella formazione ed il suono orientato verso la musica nera. In particolare vi era una nuova sezione ritmica formata da Carlos Alomar alla chitarra, Doug Rauch al basso e Greg Errico alla batteria, e nuovi coristi tra i quali il giovane Luther Vandross.
A settembre vi fu una nuova pausa, alcune date furono cancellate e i concerti ripresero ai primi di ottobre con nuovi musicisti che accentuarono l'impronta soul di questa ultima parte del tour. Tra questi vi fu il batterista Dennis Davis, che avrebbe continuato a collaborare con Bowie per il resto degli anni settanta. Quest'ultima parte della tournée fu ribattezzata "The Soul Tour" o "The Philly Dogs Tour", dove Philly sta per Philadelphia, la città famosa per il Philly soul nella quale era stato registrato Young Americans. Le stesse canzoni rock di Diamond Dogs furono spesso suonate durante il tour con evidenti influssi soul.
Malgrado il grande successo di pubblico, il Diamond Dogs Tour sollevò alcune critiche. Tra queste vi fu l'eccessiva meticolosità con cui fu progettato, in stile americano, che gli conferiva freddezza a discapito della naturalezza e dell'imprevedibilità che avevano caratterizzato i precedenti tour. Vi furono anche alcuni appassionati delle vecchie canzoni di Hunky Dory e Aladdin Sane che ne criticarono le versioni soul suonate nella seconda e terza parte del tour.

### Scenografia
Il palco rappresentava un'ipotetica Hunger City (città della fame), in cui spiccavano le sagome di quattro grattacieli e diverse passerelle mobili che potevano essere telecomandate in tutte le direzioni. Pesava 6 tonnellate ed altre parti mobili telecomandate erano i lampioni stradali e alcune sedie. Il materiale di scena, con diverse di queste avanzate tecnologie, fu pronto solo pochi giorni prima dell'inizio del tour e non fu collaudato a sufficienza. Diverse parti si ruppero, in particolare una passerella mobile cedette durante il primo concerto mentre Bowie ci camminava sopra. La scenografia era in parte basata sui lavori del pittore tedesco George Grosz.
Grazie a questo sorprendente materiale di scena, lo spettacolo divenne comunque uno dei più elaborati nella storia del rock and roll. Tra gli accessori che fecero maggiore effetto vi fu un abitacolo in vetro dotato di molti specchi da cui Bowie cantò il brano Big Brother, e la mano gigante su cui era seduto quando apparve per interpretare Time. Il concerto di Tampa si tenne senza molte di queste apparecchiature, dopo che il camion in cui erano trasportate era finito fuori strada. La spettacolarità del tour fu garantita anche dalle esibizioni di diversi ballerini sul palco, con una coreografia che Bowie avrebbe in seguito definita fantastica.
Già alterato da un eccessivo uso di cocaina, durante il tour Bowie fu scosso fortemente quando seppe che erano tutti a suo carico i forti debiti accumulati dalla MainMan, l'azienda di DeFries che gestiva la sua carriera. Dopo la pausa di settembre, i concerti ripresero ai primi di ottobre ed i costi furono contenuti con una scenografia molto più sobria.

## David Live
Il manager DeFries impose che venisse registrato un album live dai concerti tenuti in luglio a Philadelphia. Quando i musicisti lo vennero a sapere chiesero che venisse loro riconosciuto un premio in denaro, minacciando di non suonare. Grazie all'intercessione di Bowie, DeFries staccò un assegno di 5.000 dollari per ognuno di loro.

## Musicisti
Giugno–luglio
- David Bowie – voce
- Earl Slick – chitarra
- Michael Kamen-oboe
- Mike Garson – piano, mellotron, piano elettrico e sintetizzatori
- David Sanborn – sassofono contralto, flauto
- Richard Grando – sassofono baritono, flauto
- Herbie Flowers – basso
- Tony Newman – batteria
- Pablo Rosario – percussioni
- Gui Andrisano – cori
- Warren Peace – cori

Settembre
- David Bowie – voce
- Earl Slick – chitarra solista
- Carlos Alomar – chitarra ritmica
- Mike Garson – piano, mellotron
- David Sanborn – sassofono contralto, flauto
- Richard Grando – sassofono baritono, flauto
- Doug Rauch – basso
- Greg Errico – batteria
- Pablo Rosario – percussioni
- Gui Andrisano – cori
- Warren Peace – cori
- Ava Cherry – cori
- Robin Clark – cori
- Anthony Hinton – cori
- Diane Sumler – cori
- Luther Vandross – cori

"The Soul/Philly Dogs Tour"
Ottobre-dicembre
- David Bowie – voce
- Earl Slick – chitarra solista
- Carlos Alomar – chitarra ritmica
- Mike Garson – piano, mellotron
- David Sanborn – sassofono contralto, flauto
- Willie Weeks- basso
- Dennis Davis – batteria
- Pablo Rosario – percussioni
- Warren Peace – cori
- Ava Cherry – cori
- Robin Clark – cori
- Anthony Hinton – cori
- Diane Sumler – cori
- Luther Vandross – cori

## Date
- Il 16 giugno a Toronto si tennero due concerti

| Data                         | Città        | Paese                 | Struttura                          |
| ---------------------------- | ------------ | --------------------- | ---------------------------------- |
| Nord America (prima parte)   |              |                       |                                    |
| 14 giugno 1974               | Montréal     | Canada                | Montreal Forum                     |
| 15 giugno 1974               | Ottawa       | Canada                | Ottawa Civic Centre                |
| 16 giugno 1974               | Toronto      | Canada                | O'Keefe Centre                     |
| 17 giugno 1974               | Rochester    | Stati Uniti d'America | Rochester Community War Memorial   |
| 18 giugno 1974               | Cleveland    | Stati Uniti d'America | Public Auditorium                  |
| 19 giugno 1974               | Cleveland    | Stati Uniti d'America | Public Auditorium                  |
| 20 giugno 1974               | Toledo       | Stati Uniti d'America | Toledo Sports Arena                |
| 22 giugno 1974               | Detroit      | Stati Uniti d'America | Cobo Hall                          |
| 23 giugno 1974               | Detroit      | Stati Uniti d'America | Cobo Hall                          |
| 24 giugno 1974               | Trotwood     | Stati Uniti d'America | Hara Arena                         |
| 26 giugno 1974               | Pittsburgh   | Stati Uniti d'America | Syria Mosque                       |
| 27 giugno 1974               | Pittsburgh   | Stati Uniti d'America | Syria Mosque                       |
| 28 giugno 1974               | Charleston   | Stati Uniti d'America | Charleston Civic Center            |
| 29 giugno 1974               | Nashville    | Stati Uniti d'America | Nashville Municipal Auditorium     |
| 30 giugno 1974               | Memphis      | Stati Uniti d'America | Mid-South Coliseum                 |
| 1 luglio 1974                | Atlanta      | Stati Uniti d'America | Fox Theatre                        |
| 2 luglio 1974                | Tampa        | Stati Uniti d'America | Curtis Hixon Hall                  |
| 3 luglio 1974                | Casselberry  | Stati Uniti d'America | Seminole Turf Club                 |
| 5 luglio 1974                | Charlotte    | Stati Uniti d'America | Park Center                        |
| 6 luglio 1974                | Greensboro   | Stati Uniti d'America | Coliseum                           |
| 7 luglio 1974                | Norfolk      | Stati Uniti d'America | Norfolk Scope                      |
| 8 luglio 1974                | Upper Darby  | Stati Uniti d'America | Tower Theater                      |
| 9 luglio 1974                | Upper Darby  | Stati Uniti d'America | Tower Theater                      |
| 10 luglio 1974               | Upper Darby  | Stati Uniti d'America | Tower Theater                      |
| 11 luglio 1974               | Upper Darby  | Stati Uniti d'America | Tower Theater                      |
| 12 luglio 1974               | Upper Darby  | Stati Uniti d'America | Tower Theater                      |
| 13 luglio 1974               | Upper Darby  | Stati Uniti d'America | Tower Theater                      |
| 14 luglio 1974               | New Haven    | Stati Uniti d'America | Coliseum                           |
| 16 luglio 1974               | Boston       | Stati Uniti d'America | [Music Hall                        |
| 19 luglio 1974               | New York     | Stati Uniti d'America | Madison Square Garden              |
| 20 luglio 1974               | New York     |                       | Madison Square Garden              |
| Nord America (seconda parte) |              |                       |                                    |
| 2 settembre 1974             | Los Angeles  | Stati Uniti d'America | Universal Amphitheatre             |
| 3 settembre 1974             | Los Angeles  | Stati Uniti d'America | Universal Amphitheatre             |
| 4 settembre 1974             | Los Angeles  | Stati Uniti d'America | Universal Amphitheatre             |
| 5 settembre 1974             | Los Angeles  | Stati Uniti d'America | Universal Amphitheatre             |
| 6 settembre 1974             | Los Angeles  | Stati Uniti d'America | Universal Amphitheatre             |
| 7 settembre 1974             | Los Angeles  | Stati Uniti d'America | Universal Amphitheatre             |
| 8 settembre 1974             | Los Angeles  | Stati Uniti d'America | Universal Amphitheatre             |
| 11 settembre 1974            | San Diego    | Stati Uniti d'America | San Diego Sports Arena             |
| 13 settembre 1974            | Tucson       | Stati Uniti d'America | Convention Center                  |
| 14 settembre 1974            | Phoenix      | Stati Uniti d'America | Arizona Veterans Memorial Coliseum |
| 15 settembre 1974            | Anaheim      | Stati Uniti d'America | Anaheim Convention Center          |
| 16 settembre 1974            | Anaheim      | Stati Uniti d'America | Anaheim Convention Center          |
| Nord America (terza parte)   |              |                       |                                    |
| 5 ottobre 1974               | Saint Paul   | Stati Uniti d'America | Saint Paul Civic Center            |
| 8 ottobre 1974               | Indianapolis | Stati Uniti d'America | Indiana Convention Center          |
| 11 ottobre 1974              | Madison      | Stati Uniti d'America | Dane County Coliseum               |
| 13 ottobre 1974              | Milwaukee    | Stati Uniti d'America | MECCA Arena                        |
| 15 ottobre 1974              | Detroit      | Stati Uniti d'America | Michigan Palace Theater            |
| 16 ottobre 1974              | Detroit      | Stati Uniti d'America | Michigan Palace Theater            |
| 17 ottobre 1974              | Detroit      | Stati Uniti d'America | Michigan Palace Theater            |
| 19 ottobre 1974              | Detroit      | Stati Uniti d'America | Michigan Palace Theater            |
| 20 ottobre 1974              | Detroit      | Stati Uniti d'America | Michigan Palace Theater            |
| 22 ottobre 1974              | Chicago      | Stati Uniti d'America | Arie Crown Theater                 |
| 23 ottobre 1974              | Chicago      | Stati Uniti d'America | Arie Crown Theater                 |
| 28 ottobre 1974              | New York     | Stati Uniti d'America | Radio City Music Hall              |
| 29 ottobre 1974              | New York     | Stati Uniti d'America | Radio City Music Hall              |
| 30 ottobre 1974              | New York     | Stati Uniti d'America | Radio City Music Hall              |
| 31 ottobre 1974              | New York     | Stati Uniti d'America | Radio City Music Hall              |
| 1 novembre 1974              | New York     | Stati Uniti d'America | Radio City Music Hall              |
| 2 novembre 1974              | New York     | Stati Uniti d'America | Radio City Music Hall              |
| 3 novembre 1974              | New York     | Stati Uniti d'America | Radio City Music Hall              |
| 6 novembre 1974              | Cleveland    | Stati Uniti d'America | Public Auditorium                  |
| 8 novembre 1974              | Buffalo      | Stati Uniti d'America | War Memorial Stadium               |
| 11 novembre 1974             | Landover     | Stati Uniti d'America | Capital Centre                     |
| 14 novembre 1974             | Boston       | Stati Uniti d'America | Music Hall                         |
| 15 novembre 1974             | Boston       | Stati Uniti d'America | Music Hall                         |
| 16 novembre 1974             | Boston       | Stati Uniti d'America | Music Hall                         |
| 18 novembre 1974             | Filadelfia   | Stati Uniti d'America | The Spectrum                       |
| 19 novembre 1974             | Pittsburgh   | Stati Uniti d'America | Civic Arena                        |
| 25 novembre 1974             | Filadelfia   | Stati Uniti d'America | The Spectrum                       |
| 28 novembre 1974             | Memphis      | Stati Uniti d'America | Mid-South Coliseum                 |
| 30 novembre 1974             | Nashville    | Stati Uniti d'America | Nashville Municipal Auditorium     |
| 1 dicembre 1974              | Atlanta      | Stati Uniti d'America | Omni Coliseum                      |

## Repertorio
Da Space Oddity
- Space Oddity
- Memory of a Free Festival

Da The Man Who Sold the World
- The Width of a Circle

Da Hunky Dory
- Changes

Da The Rise and Fall of Ziggy Stardust and the Spiders from Mars
- Moonage Daydream
- Suffragette City
- Rock 'n' Roll Suicide

Da Aladdin Sane
- Watch That Man
- Aladdin Sane
- Drive-In Saturday
- Panic in Detroit
- Cracked Actor
- Time
- The Jean Genie

Da Pin Ups
- Sorrow

Da Diamond Dogs
- Future Legend
- Diamond Dogs
- Sweet Thing
- Candidate
- Sweet Thing (Reprise)
- Rebel Rebel
- Rock 'n' Roll with Me
- 1984
- Big Brother
- Chant of the Ever Circling Skeletal Family

Da Young Americans
- Young Americans
- Win
- Somebody Up There Likes Me
- Can You Hear Me?

Altri brani
- All the Young Dudes
- Footstompin'
- Here Today and Gone Tomorrow
- It's Gonna Be Me
- John, I'm Only Dancing (Again)
- Knock on Wood